# 24438 Michaeloy
24438 Michaeloy este un asteroid din centura principală de asteroizi.

## Descriere
24438 Michaeloy este un asteroid din centura principală de asteroizi. A fost descoperit pe 9 martie 2000 la Socorro, New Mexico, în cadrul proiectului LINEAR. Asteroidul prezintă o orbită caracterizată de o semiaxă mare de 2,37 ua, o excentricitate de 0,10 și o înclinație de 5,6° în raport cu ecliptica.